# The Feetwarmers
The Feetwarmers waren eine deutsche Jazzband, die in Düsseldorf begründet wurde und von 1953 bis Anfang 1963 tätig war. Lange galt sie als „erste und beste deutsche Dixieland-Band.“ Im Lauf ihrer Entwicklung zeigte sich die Band, die zwischen 1954 und 1961 als Septett oder teilweise sogar als Oktett arbeitete, bedingt durch die musikalischen Neigungen der einzelnen Musiker aber auch anderen Stilen bis hin zum Modern Jazz offen. (In den 1970er Jahren nannten sich auch eine britische Band um John Chilton und eine Schweizer Band The Feetwarmers.)

## Geschichte
Die Band wurde am 1. März 1953 von Trompeter Jürgen Buchholtz gegründet; die Mitglieder – drei Schüler, zwei Lehrlinge, ein Medizinstudent – trafen sich zunächst Sonntags nachmittags zum Üben im Haus der Familie Buchholtz oder im Postamt in Pempelfort, das Klaus Doldingers Vater leitete. „Wir spielten Dixieland und waren hungrig auf Neues. Jazz, Blues, Kunst, und die Vorliebe für die französischen Existenzialisten schweißte uns zur Künstler-Community vieler Genres zusammen.“
Vor ihrem ersten Auftritt benannte sich die Gruppe nach Sidney Bechets Band in New Orleans. Die Namenswahl begründeten sie jedoch scherzhaft aus der europäischen Ideengeschichte: „Den Gedanken, eine Jazzband mit dem Namen The Feetwarmers zu betreiben, hatte erstmals der Holländer Erasmus von Rotterdam.“
Nach mehreren Umbesetzungen – unter anderem wechselte der jugendliche Doldinger vom Klavier zum Sopransaxophon – belegte die Band 1955 auf dem Deutschen Amateur-Jazz-Festival in der Kategorie „Alter Stil“ den zweiten Platz. Im November desselben Jahres erhielt die Band beim Internationalen Jazzturnier des Hot Club de Belgique den Grand Prix d’Honneur (Doldinger wurde zudem mit dem Cup Sidney Bechet ausgezeichnet). Daraufhin erhielt die Band einen Schallplattenvertrag.
Nach einer weiteren Umbesetzung 1956 erfolgte eine stilistische Neuorientierung der Band hin zum Chicago-Jazz. 1957 errangen The Feetwarmers auf dem Deutschen Amateur-Jazz-Festival den ersten Platz; zusätzlich wurden die Musiker der Band auf ihren Instrumenten als „beste Solisten“ ausgezeichnet. Im Januar 1959 war die Band auf der Fahrt zum Berliner Jazz-Salon in ein Autounglück verwickelt. Der Pianist Horst Mutterer, langjähriger Leiter der Band, verstarb, zwei weitere Musiker erlitten schwere Verletzungen. Acht Tage später geriet der Bandbus in einen weiteren Unfall, bei dem der Bassist Heino Ribbert schwer und Klaus Doldinger leicht verletzt wurde. Bereits drei Monate später erhielten die Feetwarmers trotz notwendiger Umbesetzungen erneut beim Amateur-Jazz-Festival den ersten Platz in der Ensemblewertung. Nach einem erneuten Gewinn des Amateur-Jazz-Festivals 1960 wurden sie mit einer dreiwöchigen Studienreise durch die USA belohnt, wo sie in New Orleans zu Ehrenbürgern ernannt wurden.
Nach einer Konzerttournee 1961 und beruflichen Veränderungen – bis dahin waren alle Musiker Amateure bzw. semiprofessionell tätig – wurde die Band um Jürgen Buchholtz nicht mehr aktiv. Den Namen Feetwarmers nutzte Doldinger bis 1963 weiter, wenn er angefragt wurde, auch traditionellen Jazz zu spielen (die Musiker seines „modernen“ Quartetts wechselten dann die Instrumente und die Stilistik). Im Januar 1963 kam es so noch zu Aufnahmen beim Südwestfunk in Baden-Baden, die in der 31. Folge von Joachim Ernst Berendts Fernsehsendung Jazz – gehört und gesehen am 22. Februar desselben Jahres gesendet wurden.
1994 präsentierte Doldinger The Feetwarmers noch einmal als Sextett bei den Leverkusener Jazztagen. Insgesamt war die Band an zehn Aufnahmesitzungen zwischen 1955 und 1963 beteiligt.

## Diskografie
- The Feetwarmers Play the Blues (1955)
- Gruß an Zarah (1957)
- Wild Bill Davison and The Feetwarmers (1958)
- Klaus Doldinger Works & Passion 1955–2000